# Borophryne apogon
Borophryne apogon es un especie de peces actinopterigios de la familia Linophrynidae. Habita en el este del océano Pacífico, frente a las costas de América Central. Se encuentra en profundidades de hasta 1 750 metros bajo el nivel del mar y mide unos 8,3 cm.
Un fósil de esta especie fue encontrado junto a uno de Linophryne indica en un estrato correspondiente al Mioceno tardío, en Los Ángeles.